# كدسورة سولاوسية
كدسورة سولاوسية (الاسم العلمي:Kadsura celebica) هي نوع من النباتات يتبع جنس الكدسورة من الفصيلة الشزندرية. سمي هذا النوع نسبةً إلى جزيرة سولاوسي في إندونيسيا.